# Comtat d'Escània
El Comtat d'Escània, o Skåne län, és el més meridional dels comtats o län, de Suècia,que bàsicament es correspon a la província d'Escània. fa frontera amb els comtats de Halland, Kronoberg i Blekinge.
El comtat d'Escània cobreix al voltant del 3% del total de la superfície sueca, però la seva població és d'1.200.000 (el 13% de la població sueca). El comtat se sotsdivideix en 33 municipis o kommuner, els més importants de Malmö (270.000 habitants), Helsingborg (122.000), Lund (103.000 habitants) i Kristianstad (75.000 habitants).

## Municipis

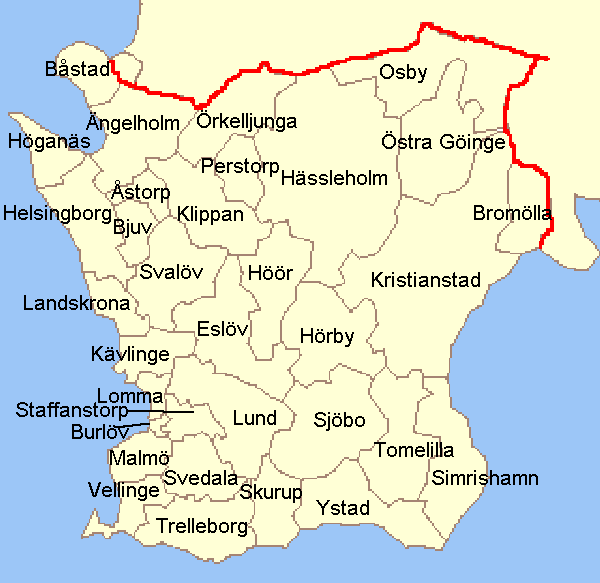
Comtat d'Escània

| 1. Bjuv 2. Bromölla 3. Burlöv 4. Båstad 5. Eslöv 6. Helsingborg 7. Hässleholm 8. Höganäs 9. Hörby 10. Höör 11. Klippan | 1. Kristianstad 2. Kävlinge 3. Landskrona 4. Lomma 5. Lund 6. Malmö 7. Osby 8. Perstorp 9. Simrishamn 10. Sjöbo 11. Skurup | 1. Staffanstorp 2. Svalöv 3. Svedala 4. Tomelilla 5. Trelleborg 6. Vellinge 7. Ystad 8. Åstorp 9. Ängelholm 10. Örkelljunga 11. Östra Göinge |